# Аканієві
Аканієві (Akaniaceae) — родина квіткових рослин порядку капустоцвітих.

## Таксономія
Родина аканієві включає 2 роди:
- Akania Hook.f. з єдиним видом Akania bidwillii (Hend. ex Hogg) Mabb. — деревом, що росте в Східній Австралії
- Bretschneidera Hemsl. — Бретшнейдера з єдиним видом Bretschneidera sinensis Hemsl. — Бретшнейдера китайська